# Азотистые соединения нефти
Азотистые соединения нефти — сложные смеси, состоящие из алифатических и ароматических аминов, а также гетероароматических соединений (производные пиридина, пиррола и др.), содержащиеся в нефтепродуктах. В промышленности такие соединения выводятся из нефти путём экстракции серной кислотой или полярными растворителями.

## Строение и свойства соединений

Структурная формула простейшего порфирина — порфина

Все азотсодержащие соединения нефти подразделяются на две группы: 
- азотистые основания
- нейтральные азотистые соединения

Азотистые основания представляют собой соединения, состоящие из ароматического кольца, в котором один атом углерода замещен азотом. Нейтральные соединения представлены производными пиррола (индол, карбазол, бензокарбазол) и амидами кислот. Особое место среди азотсодержащих соединений нефти принадлежит порфиринам, которые обнаружены во многих нефтях и в свободном состоянии, но чаще в виде комплексов с ванадием, никелем или железом. По строению молекулы порфирина схожи с хлорофиллом, что позволило отнести эти структуры к реликтовым, унаследованным от исходной биомассы, а сами соединения — к хемофоссилиям.
По своим свойствам азотистые соединения нефти снижают активность катализаторов, используемые при их переработке, а также способствуют осмолению и потемнению нефтепродуктов. Большие концентрации азота в бензинах вызывают усиленное коксо- и газообразование во время каталитического риформинга, а даже небольшое содержание азотистых соединений усиливает лакообразование в поршневой группе двигателя и отложению смол в карбюраторе.

## Методы очистки
Азотистые соединения выделяются из нефти в виде солей при воздействии на неё смесью серной кислоты и спирта при температуре около 50 °С. Порфирины сравнительно легко извлекаются из нефтепродуктов экстракцией полярными растворителями (например, ацетонитрилом).